# Saint-Médard-de-Guizières
 Saint-Médard-de-Guizières  es una población y comuna francesa, situada en la región de Aquitania, departamento de Gironda, en el distrito de Libourne y cantón de Coutras.

## Demografía
| 1571 | 1737 | 1828 | 1935 | 1897 | 2106 |
| Para los censos de 1962 a 1999 la población legal corresponde a la población sin duplicidades (Fuente: INSEE [Consultar]) |      |      |      |      |      |